# Flashback Records (singles)
Flashback Records was een reissue-platenlabel, dat singles opnieuw uitbracht. Het werd in 1973 opgericht door Bell Records met het doel de meest populaire singles uit zijn catalogus opnieuw uit te brengen. Het nieuwe label verving toen het label Bell Gold. In 1974 ging Bell Records op in Arista Records en werd het het reissuelabel van deze maatschappij. Eind jaren zeventig bracht het label naast oude Arista-singles ook nummers van Buddah Records en Kama Sutra Records opnieuw uit. Het label was actief tot halverwege de jaren tachtig.